# Беринек
Беринек (на словенски: Berinjek) е село в Словения, Средна Словения, община Лития. Според Националната статистическа служба на Република Словения през 2015 г. селото има 11 жители.